# Vöröslemezű pókhálósgomba
A vöröslemezű pókhálósgomba (Cortinarius semisanguineus) a pókhálósgombafélék családjába tartozó, Európában és Észak-Amerikában honos, főleg fenyvesekben élő, nem ehető gombafaj. 

## Megjelenése
A vöröslemezű pókhálósgomba kalapja 2-7 cm széles, alakja eleinte többé-kevésbé domború, majd széles domborúan, széles harangszerűen vagy laposan kiterül; néha jól fejlett, magas púppal. Színe fahéj- vagy olívsárgás, fahéjbarnás; a közepe sötétebb lehet. Felülete száraz, selymes, nemezes-szemcsés vagy finoman pikkelykés.
Húsa fehéres vagy halványsárgás. Szaga és íze retekre emlékeztet. 
Közepesen sűrű lemezei tönkhöz nőttek, de idősen gyakran elhúzódnak tőle. Színük cinóber- vagy vérvörös, idősen fahéj- vagy rozsdabarna. A fiatal gomba lemezeit pókhálószerű fátyol (kortina) védi.
Tönkje 2,5-10 cm magas és max. 1,5 cm vastag. Alakja nagyjából egyenletesen hengeres. Felszíne száraz, selymes. Színe halványsárga, krómsárga, az alján néha kissé vöröses szálas. Gyakran vörösbarna gallérzóna látható rajta. 
Spórapora rozsdabarna. Spórája ellipszoid, kissé szemcsés, mérete 6-9 x 4-5 µm.   

### Hasonló fajok
A lángvörös pókhálósgomba vagy a vöröslemezű őzlábgomba hasonlíthat rá. 

## Elterjedése és termőhelye
Európában és Észak-Amerikában honos. Magyarországon nem ritka.  
Többnyire savanyú talajú fenyvesekben, néha nyírfa alatt található meg. Szeptembertől decemberig terem. 

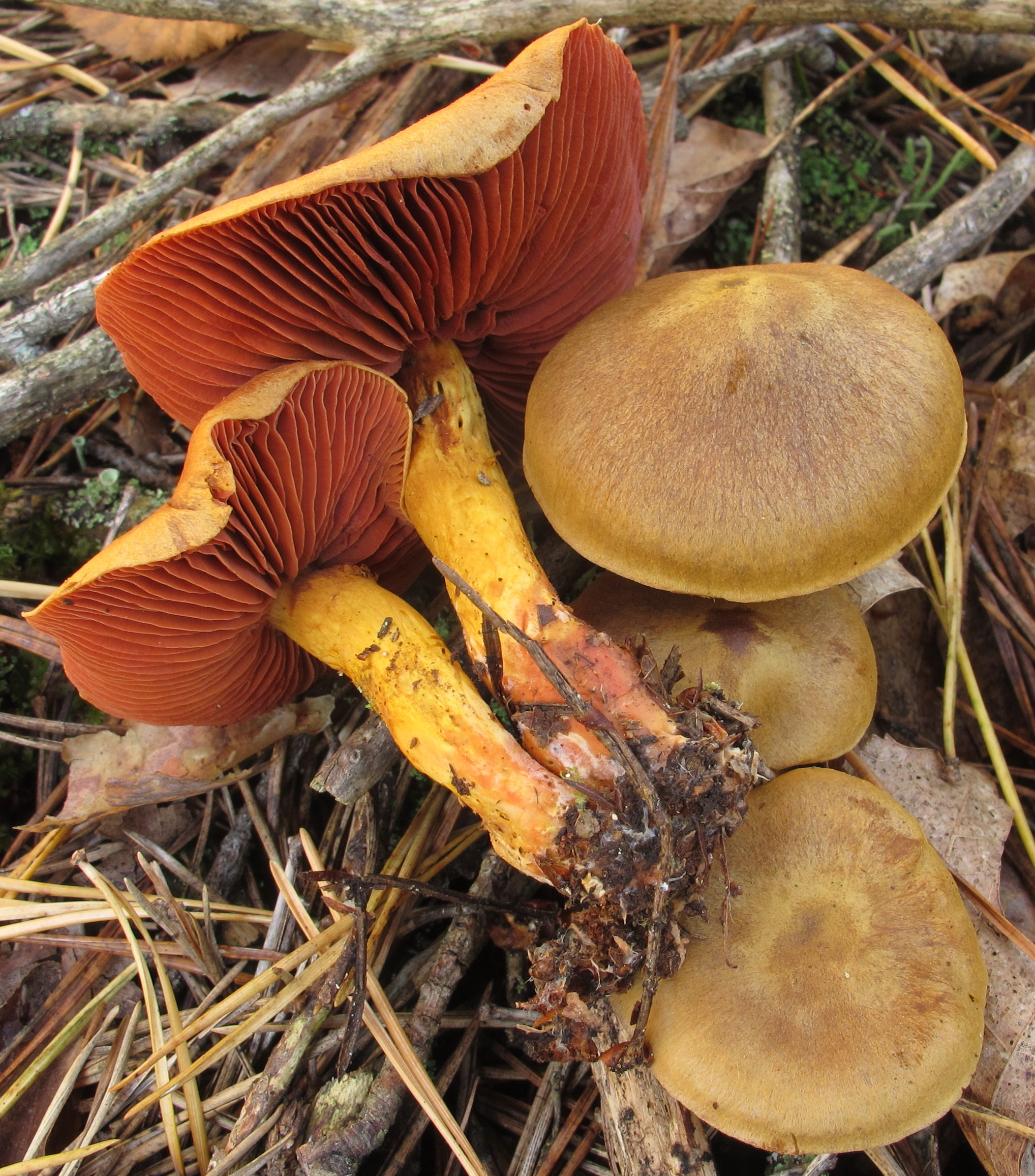
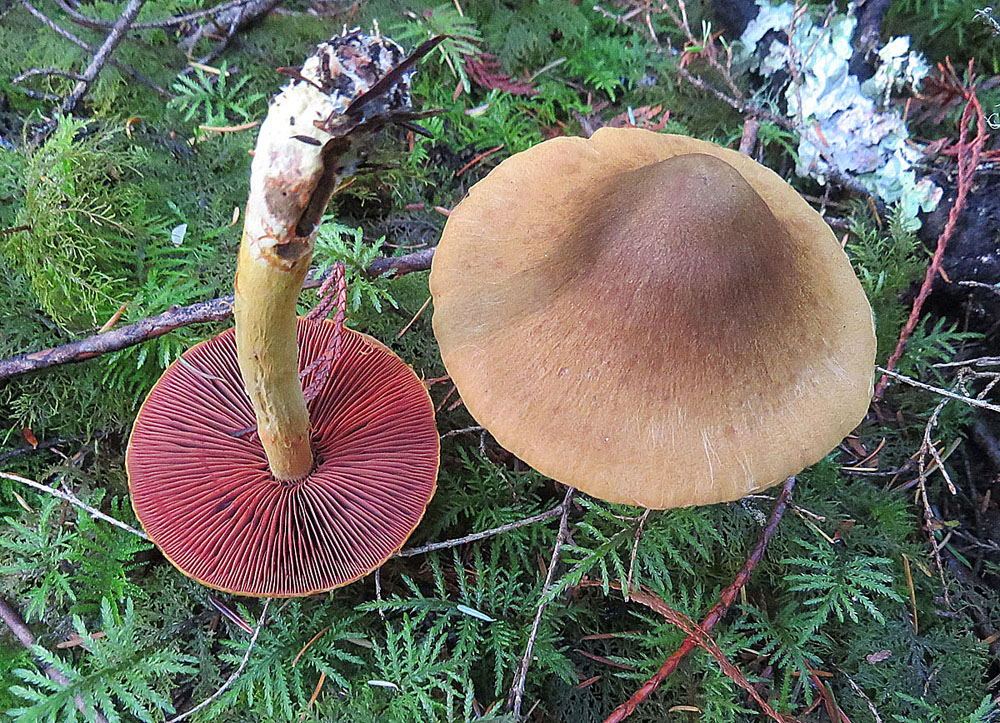
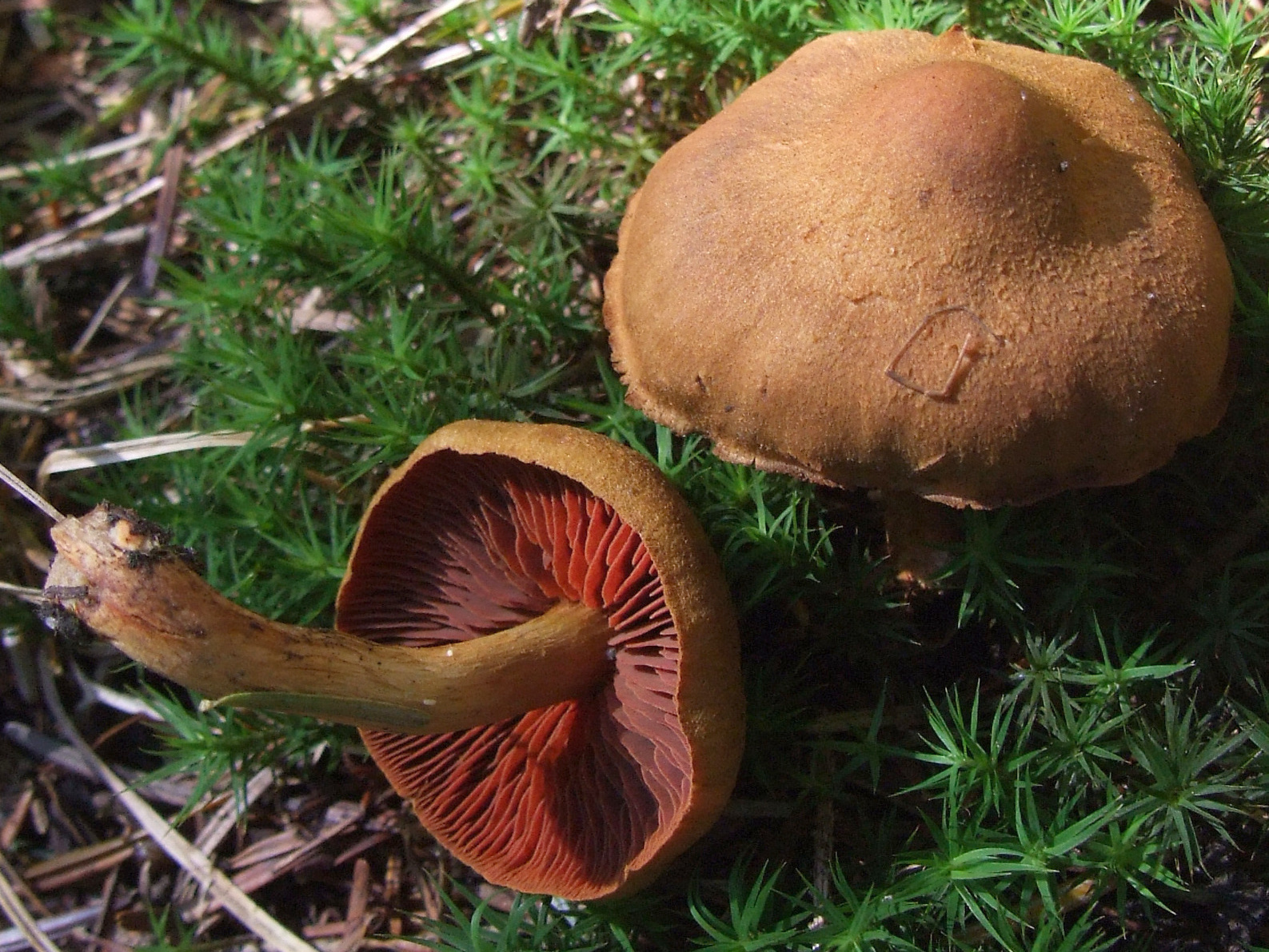
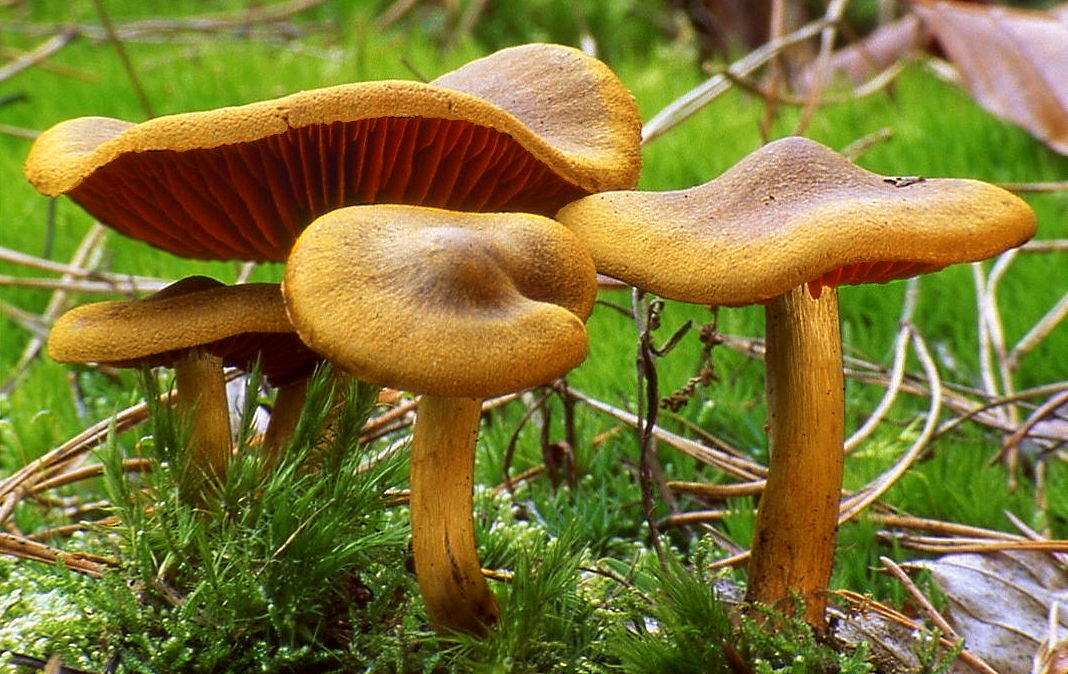
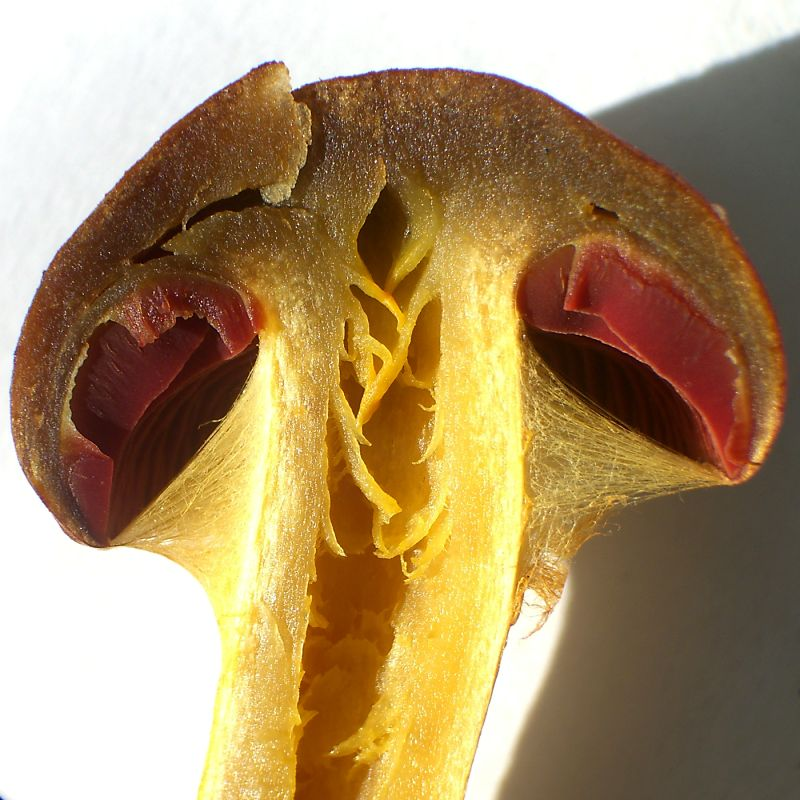

Nem ehető. 